# Ružena Škerlj
Ružena Škerlj (rojena Kropáčová), češko-slovenska biologinja, učiteljica angleščine, prevajalka in slovaropiska, * 14. februar 1904, Příbram, † 14. oktober 1992, Ljubljana.
Je (so)avtorica številnih izdaj angleško-slovenskega slovarja ter slovensko-češkega in češko-slovenskega slovarja.

## Življenje
Ružena Škerlj je bila po rodu Čehinja. Njena družina se je v Slovenijo preselila kmalu po njenem rojstvu, saj so njenega očeta, rudarskega inženirja, službeno premestili v Idrijo. Ružena je v tem času ostala pri teti v Pragi, kjer je zaključila gimnazijo. Bila je nadarjena za jezike, vendar se imela sprva namen vpisati se na študij farmacije. To je bilo v nasprotju z očetovimi pričakovanji, da se jim bo pridružila v Sloveniji. Zato se je preselila, se vpisala na študij biologije in iz nje diplomirala. Bila je zelo navezana na družino, ki jo je navkljub »potovalnim preprekam«, značilnim za tisti čas, redno obiskovala tudi še, ko so se družinski člani preselili nazaj na Češko. Sama se je namreč odločila ostati v Sloveniji. Poročila se je z Božom Škerljem, utemeljiteljem fizične in socialne antropologije na Slovenskem. Bodoči ženin je bil zaprisežen ateist, tedaj pa so bile veljavne edinole cerkvene poroke, zato sta se poročila v Pragi. 
Prva leta po diplomi je poučevala na Poljanski gimnaziji. Po rojstvu drugega otroka so ji šolske oblasti postavile nesprejemljive pogoje; za nižjo plačo naj bi uradno učila v Mariboru, dejansko pa v Zagrebu, kar bi od nje terjalo ločitev od družine. Ponudbo je zavrnila in ostala doma, k družinskemu proračunu pa prispevala s poučevanjem angleščine. Jezik je izpopolnjevala tako, da je s sosedo, po rodu iz Srednje Amerike, zahajala v Angleški klub. Obiskovala je angleška predavanja in brala knjige ter revije v angleščini, potem pa, tik pred začetkom 2. svetovne vojne v Pragi opravila izpit za učiteljico angleščine. Po internaciji njenega soproga v Dachau je poučevanje angleščine omogočalo preživetje družine. Med drugo svetovno vojno sta z možem aktivno sodelovala z Rdečim križem. Tu se je porodila ideja o angleško-slovenskem slovarju, ki bo potreben po vojni. Ružena se je spoprijela z izzivom in slovar je po naročilu Rdečega križa in ob tihem soglasju političnih nasprotnikov izšel že med vojno. Leta 1944 je v samozaložbi izdala še angleško-slovenski frazeološki slovar. Po vojni se je mož vrnil iz Dachaua, se zaposlil kot univerzitetni profesor biologije in ustanovil antropološki inštitut. Ružena se je še naprej intenzivno ukvarjala s prevajanjem in izpopolnjevala nove izdaje slovarjev. Prevedla je štiri monografije, med drugim Darwinovi Izvor človeka (1951) in O nastanku vrst (1954). Sodelovala je z Zdravstvenim vestnikom.
Veljala je za intelektualko in svetovljanko, ki se ni podrejala družbenim zapovedim tedanjega časa in je večkrat izstopala. Pred vojno je denimo s prijateljico hodila na smučanje, na izletih pa nosila kratke hlače, kar tedaj za ženske ni bilo v navadi. Vozniški izpit je opravila pri 60 letih in avto vozila vse do pozne starosti. Veliko je potovala, večinoma z možem, s katerim sta bila strokovno kot osebno tesno povezana.